# Райнах (Базель-Ланд)

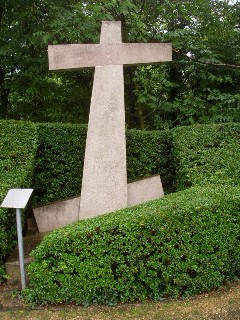
Райнах

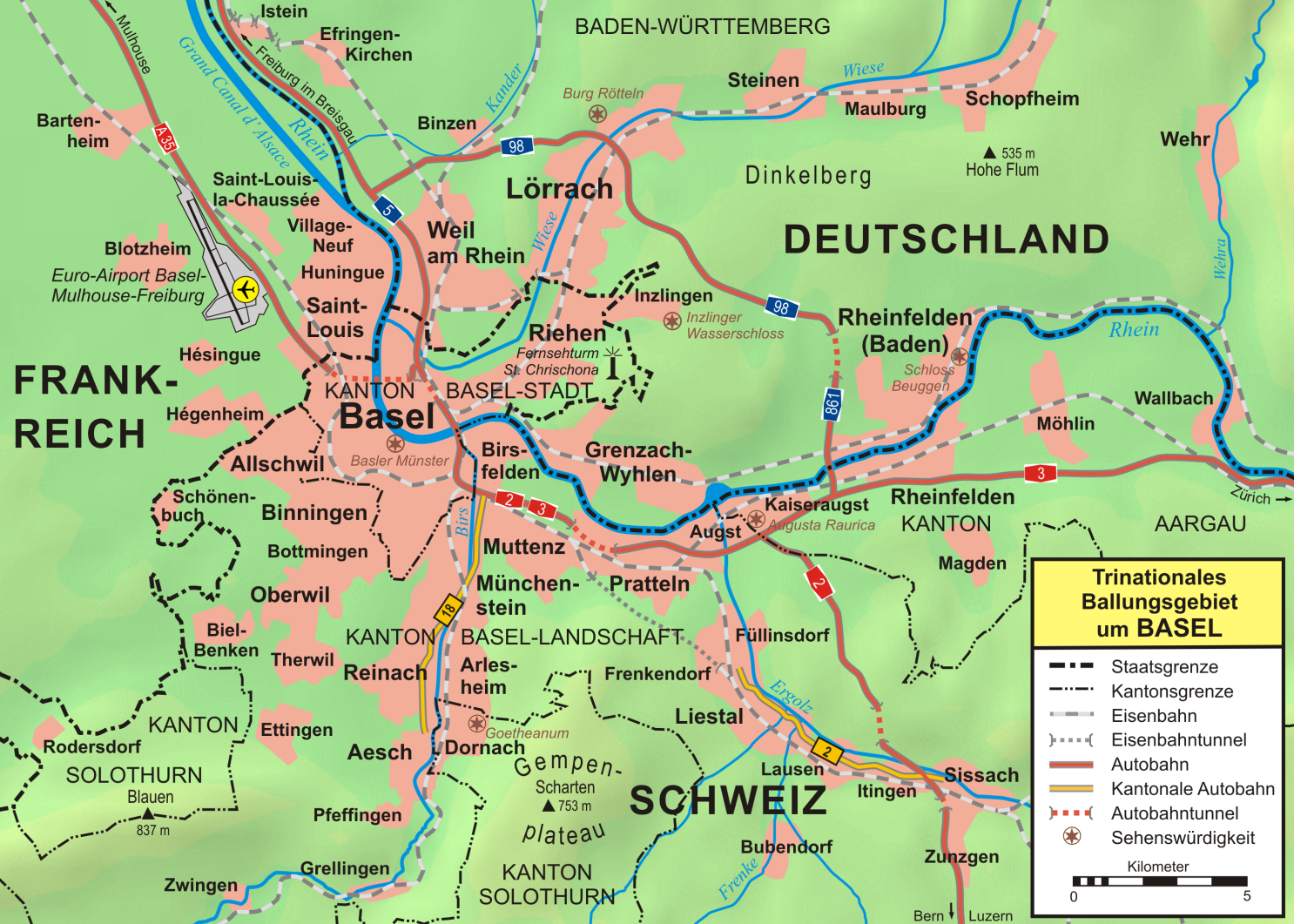
Райнах

Райнах (нем. Reinach BL) — город в Швейцарии, в кантоне Базель-Ланд. 
Входит в состав округа Арлесхайм. Население составляет 18 780 человек (на 31 марта 2008 года). Официальный код  —  2773.